# Línea 229 (Interurbanos Madrid)
La línea 229 de la red de autobuses interurbanos de Madrid une la terminal de autobuses del Intercambiador de Avenida de América con el barrio de Virgen del Val de Alcalá de Henares.

## Características
Esta línea une Madrid con el barrio de la Virgen del Val en aproximadamente 50 minutos a través de la A-2.
La línea no mantiene los mismos horarios todo el año, al contrario de muchas otras líneas interurbanas del CRTM que comienzan su horario habitual el 1 de septiembre, ésta lo hace el 15, siendo la primera quincena del mes considerada como temporada baja en la que circulan menos expediciones. Lo mismo ocurre en la segunda quincena de julio, horarios idénticos a la primera quincena de septiembre, también considerada temporada baja. Estas reducciones sólo aplican de lunes a viernes laborables, teniendo los sábados laborables, domingos y festivos los mismos horarios todo el año. Notablemente, se hace distinción los viernes y los días no lectivos durante los horarios habituales, en los que en ambos casos se reducen ligeramente el número de expediciones. Durante el mes de agosto se vuelven a reducir los horarios (también solo los días laborables entre semana), además de los días excepcionales vísperas de festivo y festivos de Navidad en los que los horarios también cambian y se reducen.
Siguiendo la numeración de líneas del CRTM, las líneas que circulan por el corredor 2 son aquellas que dan servicio a los municipios situados en torno a la A-2 y comienzan con un 2. Aquellas numeradas dentro de la decena 220 corresponden a aquellas que circulan por Torrejón de Ardoz y Alcalá de Henares. Particularmente, los números impares en la decena 220 circulan por Alcalá de Henares y los números pares lo hacen por Torrejón de Ardoz.
Está operada por la empresa ALSA mediante la concesión administrativa VCM-202 - Madrid - Torrejón de Ardoz - Alcalá de Henares - Meco (Viajeros Comunidad de Madrid) del Consorcio Regional de Transportes de Madrid.

## Horarios

### 15 septiembre - 14 julio
| Lunes a jueves lectivos          |                                  |                                  |                                  |                                  |                                  |                                  |                                  |                                  |                                  |                                  |                                  |                                  |                                  |                                  |                                  |                                  |                                  |                                     |                                  |                                  |                                  |                                  |                                  |                                  |                                  |                                  |                                  |                                  |                                  |                                  |                                  |                                  |                                  |
| Madrid > Alcalá (Virgen del Val) | Madrid > Alcalá (Virgen del Val) | Madrid > Alcalá (Virgen del Val) | Madrid > Alcalá (Virgen del Val) | Madrid > Alcalá (Virgen del Val) | Madrid > Alcalá (Virgen del Val) | Madrid > Alcalá (Virgen del Val) | Madrid > Alcalá (Virgen del Val) | Madrid > Alcalá (Virgen del Val) | Madrid > Alcalá (Virgen del Val) | Madrid > Alcalá (Virgen del Val) | Madrid > Alcalá (Virgen del Val) | Madrid > Alcalá (Virgen del Val) | Madrid > Alcalá (Virgen del Val) | Madrid > Alcalá (Virgen del Val) | Madrid > Alcalá (Virgen del Val) | Madrid > Alcalá (Virgen del Val) | Alcalá (Virgen del Val) > Madrid | Alcalá (Virgen del Val) > Madrid    | Alcalá (Virgen del Val) > Madrid | Alcalá (Virgen del Val) > Madrid | Alcalá (Virgen del Val) > Madrid | Alcalá (Virgen del Val) > Madrid | Alcalá (Virgen del Val) > Madrid | Alcalá (Virgen del Val) > Madrid | Alcalá (Virgen del Val) > Madrid | Alcalá (Virgen del Val) > Madrid | Alcalá (Virgen del Val) > Madrid | Alcalá (Virgen del Val) > Madrid | Alcalá (Virgen del Val) > Madrid | Alcalá (Virgen del Val) > Madrid | Alcalá (Virgen del Val) > Madrid | Alcalá (Virgen del Val) > Madrid | Alcalá (Virgen del Val) > Madrid |
| 07                               | 08                               | 09                               | 10                               | 11                               | 12                               | 13                               | 14                               | 15                               | 16                               | 17                               | 18                               | 19                               | 20                               | 21                               | 22                               | 23                               | 05                               | 06                                  | 07                               | 08                               | 09                               | 10                               | 11                               | 12                               | 13                               | 14                               | 15                               | 16                               | 17                               | 18                               | 19                               | 20                               | 21                               |
| 05 35                            | 05 35                            | 05 35                            | 05 35                            | 05 35                            | 05 35                            | 05 25 40 55                      | 07 19 31 43 55                   | 05 15 25 35 45 55                | 05 20 35 50                      | 05 20 32 45 55                   | 05 15 25 35 45 55                | 05 15 25 35 45 55                | 05 15 25 35 45 55                | 10 25 40                         | 00 30 40                         | 00                               | 30 45 55                         | 02 08 13 18 23 28 33 38 43 48 53 58 | 04 10 17 23 30 40 50             | 00 12 24 36 48                   | 00 20 40                         | 00 30                            | 00 30                            | 00 30                            | 00 30                            | 00 30                            | 00 30                            | 00 30                            | 00 30                            | 00 30                            | 00 30                            | 00 30                            | 00 30 50                         |
| Viernes lectivos                 |                                  |                                  |                                  |                                  |                                  |                                  |                                  |                                  |                                  |                                  |                                  |                                  |                                  |                                  |                                  |                                  |                                  |                                     |                                  |                                  |                                  |                                  |                                  |                                  |                                  |                                  |                                  |                                  |                                  |                                  |                                  |                                  |                                  |
| Madrid > Alcalá (Virgen del Val) | Madrid > Alcalá (Virgen del Val) | Madrid > Alcalá (Virgen del Val) | Madrid > Alcalá (Virgen del Val) | Madrid > Alcalá (Virgen del Val) | Madrid > Alcalá (Virgen del Val) | Madrid > Alcalá (Virgen del Val) | Madrid > Alcalá (Virgen del Val) | Madrid > Alcalá (Virgen del Val) | Madrid > Alcalá (Virgen del Val) | Madrid > Alcalá (Virgen del Val) | Madrid > Alcalá (Virgen del Val) | Madrid > Alcalá (Virgen del Val) | Madrid > Alcalá (Virgen del Val) | Madrid > Alcalá (Virgen del Val) | Madrid > Alcalá (Virgen del Val) | Madrid > Alcalá (Virgen del Val) | Alcalá (Virgen del Val) > Madrid | Alcalá (Virgen del Val) > Madrid    | Alcalá (Virgen del Val) > Madrid | Alcalá (Virgen del Val) > Madrid | Alcalá (Virgen del Val) > Madrid | Alcalá (Virgen del Val) > Madrid | Alcalá (Virgen del Val) > Madrid | Alcalá (Virgen del Val) > Madrid | Alcalá (Virgen del Val) > Madrid | Alcalá (Virgen del Val) > Madrid | Alcalá (Virgen del Val) > Madrid | Alcalá (Virgen del Val) > Madrid | Alcalá (Virgen del Val) > Madrid | Alcalá (Virgen del Val) > Madrid | Alcalá (Virgen del Val) > Madrid | Alcalá (Virgen del Val) > Madrid | Alcalá (Virgen del Val) > Madrid |
| 07                               | 08                               | 09                               | 10                               | 11                               | 12                               | 13                               | 14                               | 15                               | 16                               | 17                               | 18                               | 19                               | 20                               | 21                               | 22                               | 23                               | 05                               | 06                                  | 07                               | 08                               | 09                               | 10                               | 11                               | 12                               | 13                               | 14                               | 15                               | 16                               | 17                               | 18                               | 19                               | 20                               | 21                               |
| 05 35                            | 05 35                            | 05 35                            | 05 35                            | 05 35                            | 05 35                            | 05 25 40 55                      | 07 19 31 43 55                   | 05 15 25 35 45 55                | 05 20 35 50                      | 05 20 32 45 55                   | 05 15 25 35 45 55                | 05 15 25 35 45 55                | 07 19 30 42 55                   | 07 20 35 50                      | 05 20 40                         | 00                               | 30 45 55                         | 03 10 16 21 26 31 36 41 46 52 58    | 05 13 20 28 36 44 52             | 00 12 24 36 48                   | 00 20 40                         | 00 30                            | 00 30                            | 00 30                            | 00 30                            | 00 30                            | 00 30                            | 00 30                            | 00 30                            | 00 30                            | 00 30                            | 00 30                            | 00 30 50                         |
| Lunes a viernes NO lectivos      |                                  |                                  |                                  |                                  |                                  |                                  |                                  |                                  |                                  |                                  |                                  |                                  |                                  |                                  |                                  |                                  |                                  |                                     |                                  |                                  |                                  |                                  |                                  |                                  |                                  |                                  |                                  |                                  |                                  |                                  |                                  |                                  |                                  |
| Madrid > Alcalá (Virgen del Val) | Madrid > Alcalá (Virgen del Val) | Madrid > Alcalá (Virgen del Val) | Madrid > Alcalá (Virgen del Val) | Madrid > Alcalá (Virgen del Val) | Madrid > Alcalá (Virgen del Val) | Madrid > Alcalá (Virgen del Val) | Madrid > Alcalá (Virgen del Val) | Madrid > Alcalá (Virgen del Val) | Madrid > Alcalá (Virgen del Val) | Madrid > Alcalá (Virgen del Val) | Madrid > Alcalá (Virgen del Val) | Madrid > Alcalá (Virgen del Val) | Madrid > Alcalá (Virgen del Val) | Madrid > Alcalá (Virgen del Val) | Madrid > Alcalá (Virgen del Val) | Madrid > Alcalá (Virgen del Val) | Alcalá (Virgen del Val) > Madrid | Alcalá (Virgen del Val) > Madrid    | Alcalá (Virgen del Val) > Madrid | Alcalá (Virgen del Val) > Madrid | Alcalá (Virgen del Val) > Madrid | Alcalá (Virgen del Val) > Madrid | Alcalá (Virgen del Val) > Madrid | Alcalá (Virgen del Val) > Madrid | Alcalá (Virgen del Val) > Madrid | Alcalá (Virgen del Val) > Madrid | Alcalá (Virgen del Val) > Madrid | Alcalá (Virgen del Val) > Madrid | Alcalá (Virgen del Val) > Madrid | Alcalá (Virgen del Val) > Madrid | Alcalá (Virgen del Val) > Madrid | Alcalá (Virgen del Val) > Madrid | Alcalá (Virgen del Val) > Madrid |
| 07                               | 08                               | 09                               | 10                               | 11                               | 12                               | 13                               | 14                               | 15                               | 16                               | 17                               | 18                               | 19                               | 20                               | 21                               | 22                               | 23                               | 05                               | 06                                  | 07                               | 08                               | 09                               | 10                               | 11                               | 12                               | 13                               | 14                               | 15                               | 16                               | 17                               | 18                               | 19                               | 20                               | 21                               |
| 05 35                            | 05 35                            | 05 35                            | 05 35                            | 05 35                            | 05 35                            | 05 35 55                         | 10 25 40 55                      | 05 15 25 40 55                   | 05 20 35 50                      | 05 20 35 50                      | 05 20 35 50                      | 05 20 35 50                      | 05 20 35 50                      | 05 25 45                         | 05 30                            | 00                               | 30 45 55                         | 05 13 20 27 34 41 48 55             | 03 11 20 30 40 50                | 00 15 30 45                      | 00 20 40                         | 00 30                            | 00 30                            | 00 30                            | 00 30                            | 00 30                            | 00 30                            | 00 30                            | 00 30                            | 00 30                            | 00 30                            | 00 30                            | 00 30 50                         |
| Sábados laborables               |                                  |                                  |                                  |                                  |                                  |                                  |                                  |                                  |                                  |                                  |                                  |                                  |                                  |                                  |                                  |                                  |                                  |                                     |                                  |                                  |                                  |                                  |                                  |                                  |                                  |                                  |                                  |                                  |                                  |                                  |                                  |                                  |                                  |
| Madrid > Alcalá (Virgen del Val) | Madrid > Alcalá (Virgen del Val) | Madrid > Alcalá (Virgen del Val) | Madrid > Alcalá (Virgen del Val) | Madrid > Alcalá (Virgen del Val) | Madrid > Alcalá (Virgen del Val) | Madrid > Alcalá (Virgen del Val) | Madrid > Alcalá (Virgen del Val) | Madrid > Alcalá (Virgen del Val) | Madrid > Alcalá (Virgen del Val) | Madrid > Alcalá (Virgen del Val) | Madrid > Alcalá (Virgen del Val) | Madrid > Alcalá (Virgen del Val) | Madrid > Alcalá (Virgen del Val) | Madrid > Alcalá (Virgen del Val) | Madrid > Alcalá (Virgen del Val) | Madrid > Alcalá (Virgen del Val) | Alcalá (Virgen del Val) > Madrid | Alcalá (Virgen del Val) > Madrid    | Alcalá (Virgen del Val) > Madrid | Alcalá (Virgen del Val) > Madrid | Alcalá (Virgen del Val) > Madrid | Alcalá (Virgen del Val) > Madrid | Alcalá (Virgen del Val) > Madrid | Alcalá (Virgen del Val) > Madrid | Alcalá (Virgen del Val) > Madrid | Alcalá (Virgen del Val) > Madrid | Alcalá (Virgen del Val) > Madrid | Alcalá (Virgen del Val) > Madrid | Alcalá (Virgen del Val) > Madrid | Alcalá (Virgen del Val) > Madrid | Alcalá (Virgen del Val) > Madrid | Alcalá (Virgen del Val) > Madrid | Alcalá (Virgen del Val) > Madrid |
| 07                               | 08                               | 09                               | 10                               | 11                               | 12                               | 13                               | 14                               | 15                               | 16                               | 17                               | 18                               | 19                               | 20                               | 21                               | 22                               | 23                               | 05                               | 06                                  | 07                               | 08                               | 09                               | 10                               | 11                               | 12                               | 13                               | 14                               | 15                               | 16                               | 17                               | 18                               | 19                               | 20                               | 21                               |
| 05 45                            | 05 25                            | 05 45                            | 25                               | 05 45                            | 25                               | 05 45                            | 25                               | 05 45                            | 25                               | 05 45                            | 25                               | 05 45                            | 25                               | 05 45                            | 35                               |                                  |                                  | 00 40                               | 20                               | 00 40                            | 20                               | 00 40                            | 20                               | 00 40                            | 20                               | 00 40                            | 20                               | 00 40                            | 20                               | 00 40                            | 20                               | 00 40                            | 30                               |
| Domingos y festivos              |                                  |                                  |                                  |                                  |                                  |                                  |                                  |                                  |                                  |                                  |                                  |                                  |                                  |                                  |                                  |                                  |                                  |                                     |                                  |                                  |                                  |                                  |                                  |                                  |                                  |                                  |                                  |                                  |                                  |                                  |                                  |                                  |                                  |
| Madrid > Alcalá (Virgen del Val) | Madrid > Alcalá (Virgen del Val) | Madrid > Alcalá (Virgen del Val) | Madrid > Alcalá (Virgen del Val) | Madrid > Alcalá (Virgen del Val) | Madrid > Alcalá (Virgen del Val) | Madrid > Alcalá (Virgen del Val) | Madrid > Alcalá (Virgen del Val) | Madrid > Alcalá (Virgen del Val) | Madrid > Alcalá (Virgen del Val) | Madrid > Alcalá (Virgen del Val) | Madrid > Alcalá (Virgen del Val) | Madrid > Alcalá (Virgen del Val) | Madrid > Alcalá (Virgen del Val) | Madrid > Alcalá (Virgen del Val) | Madrid > Alcalá (Virgen del Val) | Madrid > Alcalá (Virgen del Val) | Alcalá (Virgen del Val) > Madrid | Alcalá (Virgen del Val) > Madrid    | Alcalá (Virgen del Val) > Madrid | Alcalá (Virgen del Val) > Madrid | Alcalá (Virgen del Val) > Madrid | Alcalá (Virgen del Val) > Madrid | Alcalá (Virgen del Val) > Madrid | Alcalá (Virgen del Val) > Madrid | Alcalá (Virgen del Val) > Madrid | Alcalá (Virgen del Val) > Madrid | Alcalá (Virgen del Val) > Madrid | Alcalá (Virgen del Val) > Madrid | Alcalá (Virgen del Val) > Madrid | Alcalá (Virgen del Val) > Madrid | Alcalá (Virgen del Val) > Madrid | Alcalá (Virgen del Val) > Madrid | Alcalá (Virgen del Val) > Madrid |
| 07                               | 08                               | 09                               | 10                               | 11                               | 12                               | 13                               | 14                               | 15                               | 16                               | 17                               | 18                               | 19                               | 20                               | 21                               | 22                               | 23                               | 05                               | 06                                  | 07                               | 08                               | 09                               | 10                               | 11                               | 12                               | 13                               | 14                               | 15                               | 16                               | 17                               | 18                               | 19                               | 20                               | 21                               |
| 05 45                            | 25                               | 05 45                            | 25                               | 05 45                            | 25                               | 05 45                            | 25                               | 05 45                            | 25                               | 05 45                            | 25                               | 05 45                            | 25                               | 05 45                            | 35                               |                                  |                                  | 00 40                               | 20                               | 00 40                            | 20                               | 00 40                            | 20                               | 00 40                            | 20                               | 00 40                            | 20                               | 00 40                            | 20                               | 00 40                            | 20                               | 00 40                            | 30                               |

### 1 - 14 septiembre y 15 - 31 julio
| Lunes a viernes laborables       |                                  |                                  |                                  |                                  |                                  |                                  |                                  |                                  |                                  |                                  |                                  |                                  |                                  |                                  |                                  |                                  |                                  |                                  |                                  |                                  |                                  |                                  |                                  |                                  |                                  |                                  |                                  |                                  |                                  |                                  |                                  |                                  |                                  |
| Madrid > Alcalá (Virgen del Val) | Madrid > Alcalá (Virgen del Val) | Madrid > Alcalá (Virgen del Val) | Madrid > Alcalá (Virgen del Val) | Madrid > Alcalá (Virgen del Val) | Madrid > Alcalá (Virgen del Val) | Madrid > Alcalá (Virgen del Val) | Madrid > Alcalá (Virgen del Val) | Madrid > Alcalá (Virgen del Val) | Madrid > Alcalá (Virgen del Val) | Madrid > Alcalá (Virgen del Val) | Madrid > Alcalá (Virgen del Val) | Madrid > Alcalá (Virgen del Val) | Madrid > Alcalá (Virgen del Val) | Madrid > Alcalá (Virgen del Val) | Madrid > Alcalá (Virgen del Val) | Madrid > Alcalá (Virgen del Val) | Alcalá (Virgen del Val) > Madrid | Alcalá (Virgen del Val) > Madrid | Alcalá (Virgen del Val) > Madrid | Alcalá (Virgen del Val) > Madrid | Alcalá (Virgen del Val) > Madrid | Alcalá (Virgen del Val) > Madrid | Alcalá (Virgen del Val) > Madrid | Alcalá (Virgen del Val) > Madrid | Alcalá (Virgen del Val) > Madrid | Alcalá (Virgen del Val) > Madrid | Alcalá (Virgen del Val) > Madrid | Alcalá (Virgen del Val) > Madrid | Alcalá (Virgen del Val) > Madrid | Alcalá (Virgen del Val) > Madrid | Alcalá (Virgen del Val) > Madrid | Alcalá (Virgen del Val) > Madrid | Alcalá (Virgen del Val) > Madrid |
| 07                               | 08                               | 09                               | 10                               | 11                               | 12                               | 13                               | 14                               | 15                               | 16                               | 17                               | 18                               | 19                               | 20                               | 21                               | 22                               | 23                               | 05                               | 06                               | 07                               | 08                               | 09                               | 10                               | 11                               | 12                               | 13                               | 14                               | 15                               | 16                               | 17                               | 18                               | 19                               | 20                               | 21                               |
| 05 35                            | 05 35                            | 05 35                            | 05 35                            | 05 35                            | 05 35                            | 05 35 55                         | 10 25 40 55                      | 05 15 25 40 55                   | 05 20 35 50                      | 05 20 35 50                      | 05 20 35 50                      | 05 20 35 50                      | 05 20 35 50                      | 05 25 45                         | 05 30                            | 00                               | 30 45                            | 00 07 13 21 28 35 42 49 56       | 03 10 18 25 32 40 50             | 00 15 30 45                      | 00 20 40                         | 00 30                            | 00 30                            | 00 30                            | 00 30                            | 00 30                            | 00 30                            | 00 30                            | 00 30                            | 00 30                            | 00 30                            | 00 30                            | 00 30 50                         |
| Sábados laborables               |                                  |                                  |                                  |                                  |                                  |                                  |                                  |                                  |                                  |                                  |                                  |                                  |                                  |                                  |                                  |                                  |                                  |                                  |                                  |                                  |                                  |                                  |                                  |                                  |                                  |                                  |                                  |                                  |                                  |                                  |                                  |                                  |                                  |
| Madrid > Alcalá (Virgen del Val) | Madrid > Alcalá (Virgen del Val) | Madrid > Alcalá (Virgen del Val) | Madrid > Alcalá (Virgen del Val) | Madrid > Alcalá (Virgen del Val) | Madrid > Alcalá (Virgen del Val) | Madrid > Alcalá (Virgen del Val) | Madrid > Alcalá (Virgen del Val) | Madrid > Alcalá (Virgen del Val) | Madrid > Alcalá (Virgen del Val) | Madrid > Alcalá (Virgen del Val) | Madrid > Alcalá (Virgen del Val) | Madrid > Alcalá (Virgen del Val) | Madrid > Alcalá (Virgen del Val) | Madrid > Alcalá (Virgen del Val) | Madrid > Alcalá (Virgen del Val) | Madrid > Alcalá (Virgen del Val) | Alcalá (Virgen del Val) > Madrid | Alcalá (Virgen del Val) > Madrid | Alcalá (Virgen del Val) > Madrid | Alcalá (Virgen del Val) > Madrid | Alcalá (Virgen del Val) > Madrid | Alcalá (Virgen del Val) > Madrid | Alcalá (Virgen del Val) > Madrid | Alcalá (Virgen del Val) > Madrid | Alcalá (Virgen del Val) > Madrid | Alcalá (Virgen del Val) > Madrid | Alcalá (Virgen del Val) > Madrid | Alcalá (Virgen del Val) > Madrid | Alcalá (Virgen del Val) > Madrid | Alcalá (Virgen del Val) > Madrid | Alcalá (Virgen del Val) > Madrid | Alcalá (Virgen del Val) > Madrid | Alcalá (Virgen del Val) > Madrid |
| 07                               | 08                               | 09                               | 10                               | 11                               | 12                               | 13                               | 14                               | 15                               | 16                               | 17                               | 18                               | 19                               | 20                               | 21                               | 22                               | 23                               | 05                               | 06                               | 07                               | 08                               | 09                               | 10                               | 11                               | 12                               | 13                               | 14                               | 15                               | 16                               | 17                               | 18                               | 19                               | 20                               | 21                               |
| 05 45                            | 05 25                            | 05 45                            | 25                               | 05 45                            | 25                               | 05 45                            | 25                               | 05 45                            | 25                               | 05 45                            | 25                               | 05 45                            | 25                               | 05 45                            | 35                               |                                  |                                  | 00 40                            | 20                               | 00 40                            | 20                               | 00 40                            | 20                               | 00 40                            | 20                               | 00 40                            | 20                               | 00 40                            | 20                               | 00 40                            | 20                               | 00 40                            | 30                               |
| Domingos y festivos              |                                  |                                  |                                  |                                  |                                  |                                  |                                  |                                  |                                  |                                  |                                  |                                  |                                  |                                  |                                  |                                  |                                  |                                  |                                  |                                  |                                  |                                  |                                  |                                  |                                  |                                  |                                  |                                  |                                  |                                  |                                  |                                  |                                  |
| Madrid > Alcalá (Virgen del Val) | Madrid > Alcalá (Virgen del Val) | Madrid > Alcalá (Virgen del Val) | Madrid > Alcalá (Virgen del Val) | Madrid > Alcalá (Virgen del Val) | Madrid > Alcalá (Virgen del Val) | Madrid > Alcalá (Virgen del Val) | Madrid > Alcalá (Virgen del Val) | Madrid > Alcalá (Virgen del Val) | Madrid > Alcalá (Virgen del Val) | Madrid > Alcalá (Virgen del Val) | Madrid > Alcalá (Virgen del Val) | Madrid > Alcalá (Virgen del Val) | Madrid > Alcalá (Virgen del Val) | Madrid > Alcalá (Virgen del Val) | Madrid > Alcalá (Virgen del Val) | Madrid > Alcalá (Virgen del Val) | Alcalá (Virgen del Val) > Madrid | Alcalá (Virgen del Val) > Madrid | Alcalá (Virgen del Val) > Madrid | Alcalá (Virgen del Val) > Madrid | Alcalá (Virgen del Val) > Madrid | Alcalá (Virgen del Val) > Madrid | Alcalá (Virgen del Val) > Madrid | Alcalá (Virgen del Val) > Madrid | Alcalá (Virgen del Val) > Madrid | Alcalá (Virgen del Val) > Madrid | Alcalá (Virgen del Val) > Madrid | Alcalá (Virgen del Val) > Madrid | Alcalá (Virgen del Val) > Madrid | Alcalá (Virgen del Val) > Madrid | Alcalá (Virgen del Val) > Madrid | Alcalá (Virgen del Val) > Madrid | Alcalá (Virgen del Val) > Madrid |
| 07                               | 08                               | 09                               | 10                               | 11                               | 12                               | 13                               | 14                               | 15                               | 16                               | 17                               | 18                               | 19                               | 20                               | 21                               | 22                               | 23                               | 05                               | 06                               | 07                               | 08                               | 09                               | 10                               | 11                               | 12                               | 13                               | 14                               | 15                               | 16                               | 17                               | 18                               | 19                               | 20                               | 21                               |
| 05 45                            | 25                               | 05 45                            | 25                               | 05 45                            | 25                               | 05 45                            | 25                               | 05 45                            | 25                               | 05 45                            | 25                               | 05 45                            | 25                               | 05 45                            | 35                               |                                  |                                  | 00 40                            | 20                               | 00 40                            | 20                               | 00 40                            | 20                               | 00 40                            | 20                               | 00 40                            | 20                               | 00 40                            | 20                               | 00 40                            | 20                               | 00 40                            | 30                               |

### 1 - 31 agosto
| Lunes a viernes laborables       |                                  |                                  |                                  |                                  |                                  |                                  |                                  |                                  |                                  |                                  |                                  |                                  |                                  |                                  |                                  |                                  |                                  |                                  |                                  |                                  |                                  |                                  |                                  |                                  |                                  |                                  |                                  |                                  |                                  |                                  |                                  |                                  |                                  |
| Madrid > Alcalá (Virgen del Val) | Madrid > Alcalá (Virgen del Val) | Madrid > Alcalá (Virgen del Val) | Madrid > Alcalá (Virgen del Val) | Madrid > Alcalá (Virgen del Val) | Madrid > Alcalá (Virgen del Val) | Madrid > Alcalá (Virgen del Val) | Madrid > Alcalá (Virgen del Val) | Madrid > Alcalá (Virgen del Val) | Madrid > Alcalá (Virgen del Val) | Madrid > Alcalá (Virgen del Val) | Madrid > Alcalá (Virgen del Val) | Madrid > Alcalá (Virgen del Val) | Madrid > Alcalá (Virgen del Val) | Madrid > Alcalá (Virgen del Val) | Madrid > Alcalá (Virgen del Val) | Madrid > Alcalá (Virgen del Val) | Alcalá (Virgen del Val) > Madrid | Alcalá (Virgen del Val) > Madrid | Alcalá (Virgen del Val) > Madrid | Alcalá (Virgen del Val) > Madrid | Alcalá (Virgen del Val) > Madrid | Alcalá (Virgen del Val) > Madrid | Alcalá (Virgen del Val) > Madrid | Alcalá (Virgen del Val) > Madrid | Alcalá (Virgen del Val) > Madrid | Alcalá (Virgen del Val) > Madrid | Alcalá (Virgen del Val) > Madrid | Alcalá (Virgen del Val) > Madrid | Alcalá (Virgen del Val) > Madrid | Alcalá (Virgen del Val) > Madrid | Alcalá (Virgen del Val) > Madrid | Alcalá (Virgen del Val) > Madrid | Alcalá (Virgen del Val) > Madrid |
| 07                               | 08                               | 09                               | 10                               | 11                               | 12                               | 13                               | 14                               | 15                               | 16                               | 17                               | 18                               | 19                               | 20                               | 21                               | 22                               | 23                               | 05                               | 06                               | 07                               | 08                               | 09                               | 10                               | 11                               | 12                               | 13                               | 14                               | 15                               | 16                               | 17                               | 18                               | 19                               | 20                               | 21                               |
| 05 35                            | 05 35                            | 05 35                            | 05 35                            | 05 35                            | 05 35                            | 05 35 55                         | 10 25 40 55                      | 05 15 25 35 45 55                | 05 20 35 50                      | 05 20 35 50                      | 05 20 35 50                      | 03 15 27 39 51                   | 05 20 35 50                      | 05 25 45                         | 05 30                            | 00                               | 30 45                            | 00 10 20 30 40 50                | 00 10 20 30 40 50                | 00 20 40                         | 00 20 40                         | 00 30                            | 00 30                            | 00 30                            | 00 30                            | 00 30                            | 00 30                            | 00 30                            | 00 30                            | 00 30                            | 00 30                            | 00 30                            | 00 30 50                         |
| Sábados laborables               |                                  |                                  |                                  |                                  |                                  |                                  |                                  |                                  |                                  |                                  |                                  |                                  |                                  |                                  |                                  |                                  |                                  |                                  |                                  |                                  |                                  |                                  |                                  |                                  |                                  |                                  |                                  |                                  |                                  |                                  |                                  |                                  |                                  |
| Madrid > Alcalá (Virgen del Val) | Madrid > Alcalá (Virgen del Val) | Madrid > Alcalá (Virgen del Val) | Madrid > Alcalá (Virgen del Val) | Madrid > Alcalá (Virgen del Val) | Madrid > Alcalá (Virgen del Val) | Madrid > Alcalá (Virgen del Val) | Madrid > Alcalá (Virgen del Val) | Madrid > Alcalá (Virgen del Val) | Madrid > Alcalá (Virgen del Val) | Madrid > Alcalá (Virgen del Val) | Madrid > Alcalá (Virgen del Val) | Madrid > Alcalá (Virgen del Val) | Madrid > Alcalá (Virgen del Val) | Madrid > Alcalá (Virgen del Val) | Madrid > Alcalá (Virgen del Val) | Madrid > Alcalá (Virgen del Val) | Alcalá (Virgen del Val) > Madrid | Alcalá (Virgen del Val) > Madrid | Alcalá (Virgen del Val) > Madrid | Alcalá (Virgen del Val) > Madrid | Alcalá (Virgen del Val) > Madrid | Alcalá (Virgen del Val) > Madrid | Alcalá (Virgen del Val) > Madrid | Alcalá (Virgen del Val) > Madrid | Alcalá (Virgen del Val) > Madrid | Alcalá (Virgen del Val) > Madrid | Alcalá (Virgen del Val) > Madrid | Alcalá (Virgen del Val) > Madrid | Alcalá (Virgen del Val) > Madrid | Alcalá (Virgen del Val) > Madrid | Alcalá (Virgen del Val) > Madrid | Alcalá (Virgen del Val) > Madrid | Alcalá (Virgen del Val) > Madrid |
| 07                               | 08                               | 09                               | 10                               | 11                               | 12                               | 13                               | 14                               | 15                               | 16                               | 17                               | 18                               | 19                               | 20                               | 21                               | 22                               | 23                               | 05                               | 06                               | 07                               | 08                               | 09                               | 10                               | 11                               | 12                               | 13                               | 14                               | 15                               | 16                               | 17                               | 18                               | 19                               | 20                               | 21                               |
| 05 45                            | 05 25                            | 05 45                            | 25                               | 05 45                            | 25                               | 05 45                            | 25                               | 05 45                            | 25                               | 05 45                            | 25                               | 05 45                            | 25                               | 05 45                            | 35                               |                                  |                                  | 00 40                            | 20                               | 00 40                            | 20                               | 00 40                            | 20                               | 00 40                            | 20                               | 00 40                            | 20                               | 00 40                            | 20                               | 00 40                            | 20                               | 00 40                            | 30                               |
| Domingos y festivos              |                                  |                                  |                                  |                                  |                                  |                                  |                                  |                                  |                                  |                                  |                                  |                                  |                                  |                                  |                                  |                                  |                                  |                                  |                                  |                                  |                                  |                                  |                                  |                                  |                                  |                                  |                                  |                                  |                                  |                                  |                                  |                                  |                                  |
| Madrid > Alcalá (Virgen del Val) | Madrid > Alcalá (Virgen del Val) | Madrid > Alcalá (Virgen del Val) | Madrid > Alcalá (Virgen del Val) | Madrid > Alcalá (Virgen del Val) | Madrid > Alcalá (Virgen del Val) | Madrid > Alcalá (Virgen del Val) | Madrid > Alcalá (Virgen del Val) | Madrid > Alcalá (Virgen del Val) | Madrid > Alcalá (Virgen del Val) | Madrid > Alcalá (Virgen del Val) | Madrid > Alcalá (Virgen del Val) | Madrid > Alcalá (Virgen del Val) | Madrid > Alcalá (Virgen del Val) | Madrid > Alcalá (Virgen del Val) | Madrid > Alcalá (Virgen del Val) | Madrid > Alcalá (Virgen del Val) | Alcalá (Virgen del Val) > Madrid | Alcalá (Virgen del Val) > Madrid | Alcalá (Virgen del Val) > Madrid | Alcalá (Virgen del Val) > Madrid | Alcalá (Virgen del Val) > Madrid | Alcalá (Virgen del Val) > Madrid | Alcalá (Virgen del Val) > Madrid | Alcalá (Virgen del Val) > Madrid | Alcalá (Virgen del Val) > Madrid | Alcalá (Virgen del Val) > Madrid | Alcalá (Virgen del Val) > Madrid | Alcalá (Virgen del Val) > Madrid | Alcalá (Virgen del Val) > Madrid | Alcalá (Virgen del Val) > Madrid | Alcalá (Virgen del Val) > Madrid | Alcalá (Virgen del Val) > Madrid | Alcalá (Virgen del Val) > Madrid |
| 07                               | 08                               | 09                               | 10                               | 11                               | 12                               | 13                               | 14                               | 15                               | 16                               | 17                               | 18                               | 19                               | 20                               | 21                               | 22                               | 23                               | 05                               | 06                               | 07                               | 08                               | 09                               | 10                               | 11                               | 12                               | 13                               | 14                               | 15                               | 16                               | 17                               | 18                               | 19                               | 20                               | 21                               |
| 05 45                            | 25                               | 05 45                            | 25                               | 05 45                            | 25                               | 05 45                            | 25                               | 05 45                            | 25                               | 05 45                            | 25                               | 05 45                            | 25                               | 05 45                            | 35                               |                                  |                                  | 00 40                            | 20                               | 00 40                            | 20                               | 00 40                            | 20                               | 00 40                            | 20                               | 00 40                            | 20                               | 00 40                            | 20                               | 00 40                            | 20                               | 00 40                            | 30                               |

## Recorrido y paradas

### Sentido Alcalá de Henares (Virgen del Val)
La línea inicia su recorrido en el Intercambiador de Avenida de América, en la dársena 5, en este punto se establece correspondencia con las líneas del corredor 2 con cabecera aquí así como algunas líneas urbanas y algunas líneas de largo recorrido. En la superficie efectúan parada varias líneas urbanas con las que tiene correspondencia, y a través de pasillos subterráneos enlaza con Metro de Madrid.
Tras abandonar el intercambiador subterráneo, la línea sale a la A-2, por la que se dirige hacia Guadalajara. A lo largo de la autovía tiene parada bajo el Puente de la CEA, en el nudo de Canillejas, junto al Polígono Las Mercedes, junto a la Colonia Fin de Semana, junto al área industrial de la Avenida de Aragón, en el Puente de San Fernando.
A continuación, la línea toma la salida 25 hacia Alcalá de Henares, aproximándose al casco urbano por la M-300 pasando por la zona industrial. Al entrar en el casco urbano, se convierte en la Avenida de Madrid y vuelve a retoamr la M-300 al poco girando a la derecha por la Calle de Roma recorriéndola hasta llegar a la Plaza de Adriano y toma la Calle Ronda Fiscal. La recorre entera además de su continuación, la Ronda del Henares. Al final de ésta llega al barrio Virgen del Val, donde circula por la Avenida de Lope de Figueroa.
| Código | Zona | Localidad         | Denominación                                             | Ubicación                        | Líneas de la parada                                                     | Metro              |
| ------ | ---- | ----------------- | -------------------------------------------------------- | -------------------------------- | ----------------------------------------------------------------------- | ------------------ |
| 12477E |      | Madrid            | Intercambiador de Avenida de América - Dársena 5         | Avenida de América Nº13          | 223                                                                     | Avenida de América |
| 1284   |      | Madrid            | Avenida de América - Calle de Arturo Soria               | A-2 km. 5,4                      | 115 200 N4 222 223 224 224A 226 227 229 281 282 283 284 N202 VAC-243    |                    |
| 5617   |      | Madrid            | Canillejas                                               | Calle de Josefa Valcárcel Nº152  | 165 200 N4 222 223 224 224A 226 227 229 261281 282 283 284 N202 VAC-243 | Canillejas         |
| 07205  |      | Madrid            | Carretera A-2 - Polígono Industrial Las Mercedes         | Avenida de Aragón Nº328          | 88 222 223 224 224A 226 227 229 281 282 283 284 N202 VAC-243            |                    |
| 07207  |      | Madrid            | Carretera A-2 - Colonia Fin de Semana                    | Avenida de Aragón Nº374          | 222 223 224 224A 226 227 229 281 282 283 284 N202 VAC-243               |                    |
| 07208  |      | Madrid            | Carretera A-2 - Hotel                                    | Avenida de Aragón Nº400          | 88 222 223 224 224A 226 227 229 281 282 283 284 N202 VAC-243            |                    |
| 07209  |      | Madrid            | Carretera A-2 - Pegaso City                              | Avenida de Aragón km. 14,1       | 88 222 223 224 224A 226 227 229 281 282 283 284 N202 VAC-243            |                    |
| 07215  |      | Alcalá de Henares | Carretera M-300 - Ibelsa                                 | M-300 km. 29,1                   | 223 229 824 N202                                                        |                    |
| 11428  |      | Alcalá de Henares | Avenida de Madrid - Polígono Industrial Juncal           | M-300 km. 28,7                   | 223 229 824 N202                                                        |                    |
| 12353  |      | Alcalá de Henares | Calle Ronda Fiscal - Calle del Río Arlanza               | Calle Ronda Fiscal Nº13          | 229 1B                                                                  |                    |
| 06967  |      | Alcalá de Henares | Calle Ronda Fiscal - Paseo de Las Moreras                | Calle Ronda Fiscal Nº2           | 229 231 232 1B 7 10                                                     |                    |
| 07014  |      | Alcalá de Henares | Avenida de Lope de Figueroa - Plaza de la Juventud       | Avenida de Lope de Figueroa Nº2  | 229 1B                                                                  |                    |
| 07039  |      | Alcalá de Henares | Avenida de Lope de Figueroa - Plaza de Rodríguez de Hita | Avenida de Lope de Figueroa Nº16 | 229 1B 5 8                                                              |                    |
| 09456  |      | Alcalá de Henares | Avenida de Lope de Figueroa - Calle de Ávila             | Avenida de Lope de Figueroa Nº54 | 2291B 5                                                                 |                    |

1. ↑  A efectos de nomenclatura, para las líneas de la EMT esta parada se llama Puente de la CEA
2. 1 2 3 4 5 6 7  Sólo permite la subida de viajeros
3. ↑  A efectos de nomenclatura, para las líneas de la EMT esta parada se llama Avenida de Aragón - Calle de Campezo
4. ↑  A efectos de nomenclatura, para las líneas de la EMT esta parada se llama Avenida de Aragón - Calle del Ingeniero Torres Quevedo
5. ↑  A efectos de nomenclatura, para las líneas de la EMT esta parada se llama Avenida de Aragón - Parque Empresarial Pegaso
6. 1 2  Sólo permite el descenso de viajeros

### Sentido Madrid (Avenida de América)
Exceptuando que a la vuelta tiene tres paradas de más en la A-2 (Parque Conde de Orgaz, Parque de las Avenidas y Hotel Puerta América), el recorrido es prácticamente el mismo.
| Código | Zona | Localidad               | Denominación                                               | Ubicación                        | Líneas de la parada                                                  | Metro              |
| ------ | ---- | ----------------------- | ---------------------------------------------------------- | -------------------------------- | -------------------------------------------------------------------- | ------------------ |
| 17584  |      | Alcalá de Henares       | Avenida de Lope de Figueroa - Calle de Fernando de Flandes | Avenida de Lope de Figueroa Nº53 | 229 1A 5                                                             |                    |
| 20807  |      | Alcalá de Henares       | Avenida de Lope de Figueroa - Plaza de Rodríguez de Hita   | Avenida de Lope de Figueroa S/Nº | 229 1A                                                               |                    |
| 07013  |      | Alcalá de Henares       | Avenida de Lope de Figueroa - Plaza de la Juventud         | Avenida de Lope de Figueroa Nº1  | 229 1A                                                               |                    |
| 06968  |      | Alcalá de Henares       | Calle Ronda Fiscal - Paseo de Las Moreras                  | Calle Ronda Fiscal Nº2           | 229 231 232 1A 7 10                                                  |                    |
| 12352  |      | Alcalá de Henares       | Calle Ronda Fiscal - Calle San Vidal                       | Calle Ronda Fiscal Nº15          | 229                                                                  |                    |
| 07227  |      | Alcalá de Henares       | Carretera M-300 - Ibelsa                                   | Carretera M-300 km. 27,6         | 223 229 824 N202                                                     |                    |
| 07239  |      | San Fernando de Henares | Carretera A-2 - Parque Empresarial San Fernando            | Carretera de INTA Nº200          | 222 223 224 224A 226 227 229 N202 VAC-243                            |                    |
| 07299  |      | Madrid                  | Carretera A-2 - Pegaso City                                | Avenida de Aragón km. 14         | 222 223 224 224A 226 227 229 281 282 283 284 N202 VAC-243            |                    |
| 07300  |      | Madrid                  | Carretera A-2 - Hotel                                      | Avenida de Aragón km. 13,3       | 222 223 224 224A 226 227 229 281 282 283 284 N202 VAC-243            |                    |
| 07301  |      | Madrid                  | Carretera A-2 - Colonia Fin de Semana                      | Avenida de Aragón S/N.º          | 222 223 224 224A 226 227 229 281 282 283 284 N202 VAC-243            |                    |
| 07302  |      | Madrid                  | Carretera A-2 - Barrio del Aeropuerto                      | Calle de Salinas de Rosío Nº37   | 222 223 224 224A 226 227 229 281 282 283 284 N202 VAC-243            |                    |
| 07312  |      | Madrid                  | Carretera A-2 - Instituto                                  | Avenida de Aragón km. 10         | 222 223 224 224A 226 227 229 281 282 283 284 N202 VAC-243            |                    |
| 07313  |      | Madrid                  | Avenida de América - Canillejas                            | Avenida de Logroño Nº4           | 222 223 224 224A 226 227 229 261281 282 283 284 N202 VAC-243         | Canillejas         |
| 1287   |      | Madrid                  | Avenida de América - Parque Conde de Orgaz                 | Avenida de América km. 6,4       | 115 222 223 224 224A 226 227 229 282 283 N202 VAC-243                |                    |
| 1285   |      | Madrid                  | Avenida de América - Calle de Arturo Soria                 | Avenida de América km. 6,4       | 115 200 222 223 224 224A 226 227 229 261281 282 283 284 N202 VAC-243 |                    |
| 1283   |      | Madrid                  | Avenida de América - Parque de las Avenidas                | Avenida de América Nº54          | 114 115 N4 222 223 224 224A 226 227 229 281 282 283 284 N202 VAC-243 |                    |
| 4770   |      | Madrid                  | Avenida de América - Hotel                                 | Avenida de América Nº41          | 114 115 122 222223224224A226227229281282283284VAC-243                |                    |
| 12477  |      | Madrid                  | Intercambiador de Avenida de América                       | Avenida de América Nº13          | Descenso en las dársenas 8 y 9                                       | Avenida de América |

1. 1 2 3 4 5 6 7 8 9 10 11 12 13 14 15 16 17 18 19 20 21 22 23 24 25  Sólo permite el descenso de viajeros
2. ↑  A efectos de nomenclatura, para las líneas de la EMT esta parada se llama Puente de la CEA
3. ↑  A efectos de nomenclatura, para las líneas de la EMT esta parada se llama Avenida de América - Calle del Corazón de María

## Galería de imágenes

Mapa de la distribución de dársenas del intercambiador de Avenida de América con la distribución de cabeceras de las líneas de autobuses, entre las que aparece la línea 229.